# ムーディー・ブルース
ムーディー・ブルース（The Moody Blues）は、イングランド出身のロックバンド。
1960年代前半に結成されたロック界の最古参のバンドの一つである。プログレッシブ・ロックの草分け的存在であり、いち早くメロトロンを導入してシンフォニック・ロックの礎を築いたことで知られる。
アルバムのトータルセールスは7,000万枚以上に上る。

## 経歴

### R&B期（1964年 - 1967年）
1964年5月、バーミンガムでムーディー・ブルースとして初のコンサートを行う。当時のメンバーはレイ・トーマス、マイク・ピンダー、グレアム・エッジ、デニー・レイン、クリント・ワーウィックの5人。デビュー最初期はR&B系グループとして活動しており、1965年にアルバム『デビュー! (The Magnificent Moodies)』を発表。同年、シングル「ゴー・ナウ」が全英1位・全米10位の大ヒットを記録するが、1966年春にワーウィック、続いてリード・ボーカルとギターを担当していたレインが脱退した。

### プログレッシブ・ロック期（1967年 - 1974年）

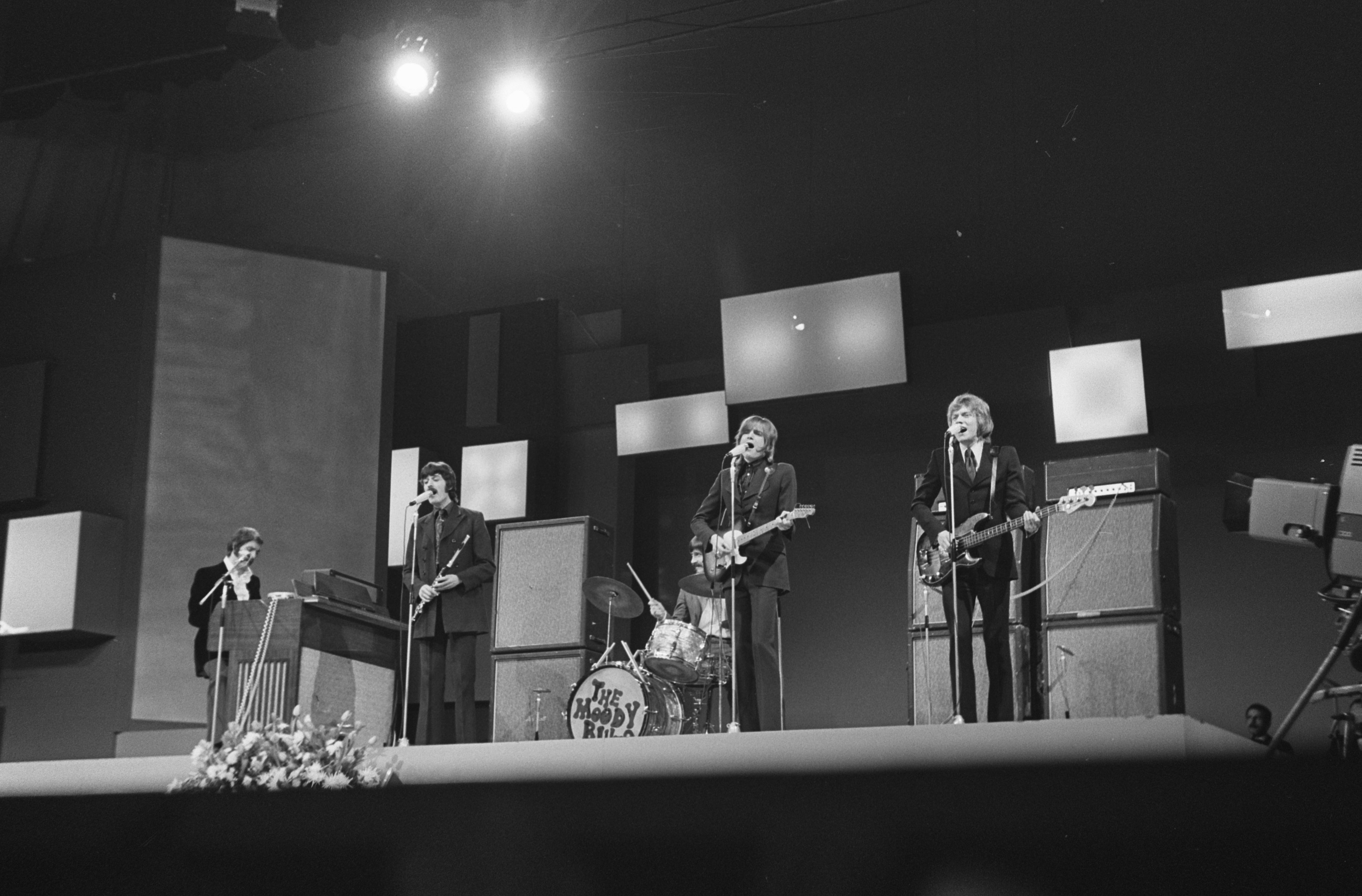
1960年代末のライブ。左からピンダー、トーマス、エッジ、ヘイワード、ロッジ。

レインとワーウィックの脱退に伴い、バンドはジョン・ロッジとジャスティン・ヘイワードを迎え入れて、メロトロンやシンセサイザーなどの電子楽器を駆使した前衛的な音楽に変わっていく。1967年発表の2ndアルバム『デイズ・オブ・フューチャー・パスト』では、プロデューサーにトニー・クラークを迎えて1960年代の段階でオーケストラとの競演で新しいロックのスタイルを築き上げるなど、プログレッシブ・ロックというジャンルを生み出した草分け的な存在と言える。
その後は1968年『失われたコードを求めて』、1969年『夢幻』、1970年『クエスチョン・オブ・バランス』、1971年『童夢』といったほとんどのアルバムが英米で大ヒットを記録。ピンク・フロイド、キング・クリムゾン、イエス、EL&P、ジェネシス等と共に1960年代から1970年代にかけてのプログレッシブ・ロック・ムーブメントを支えた。かつてジミー・ペイジは「本当にプログレッシブなバンドは、ピンク・フロイドとムーディー・ブルースだけだ」と語っていた。

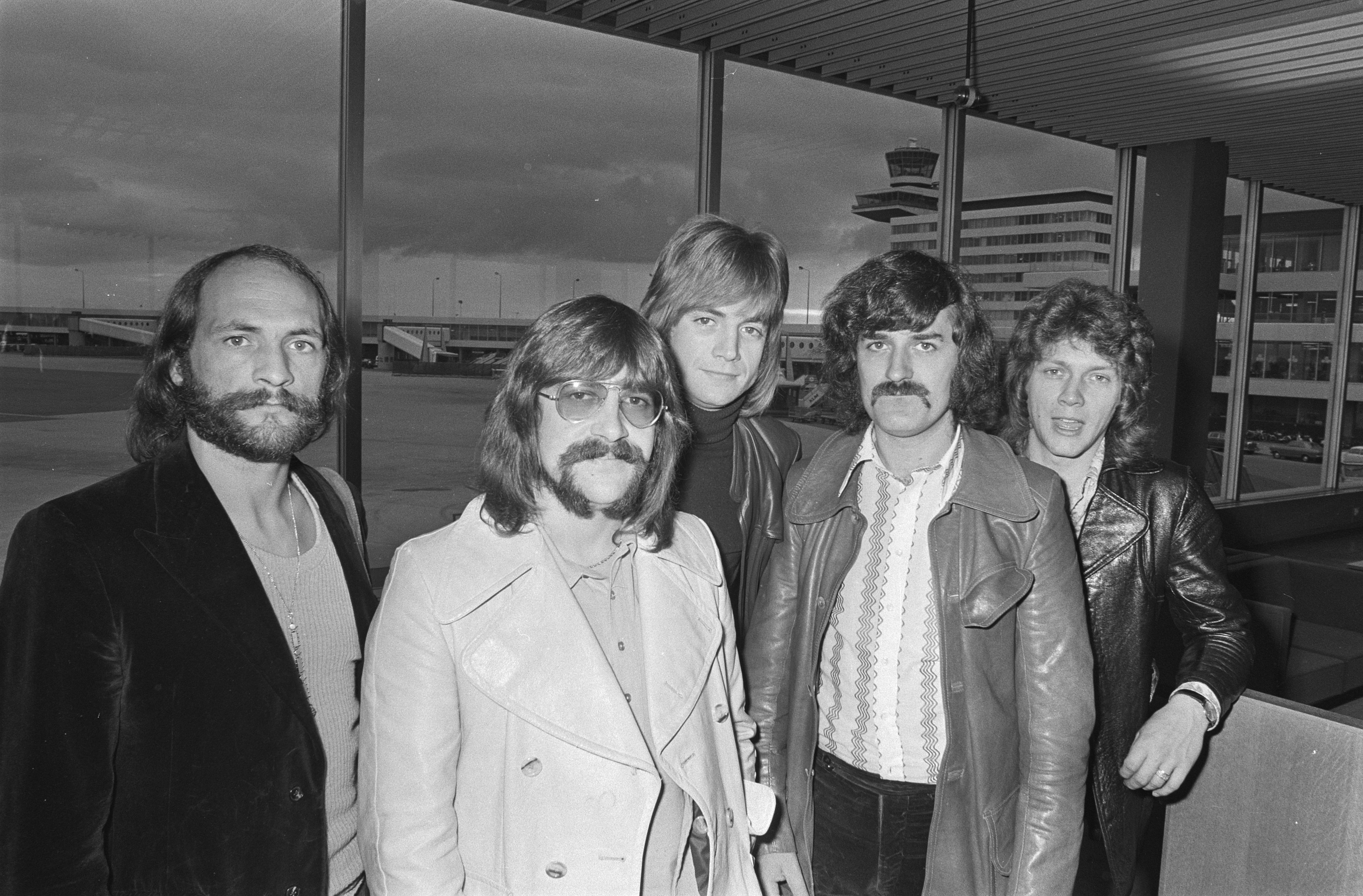
1970年。左からピンダー、エッジ、ヘイワード、トーマス、ロッジ。

また1967年に発売されたシングル「サテンの夜」は全英19位のヒットだったが、1972年にラジオ局から人気に火がつき、全英9位・全米2位・カナダ1位の大ヒットを記録し、彼等の代表曲となった。同曲が収録されているアルバム『デイズ・オブ・フューチャー・パスト』も後年1972年にアメリカでチャートインし最高位3位迄上昇した。
1972年にアルバム『セヴンス・ソジャーン』を発表してからは、メンバーのソロ・アルバムの製作や、アーティストが設立したレコード・レーベルの先駆けとなる「スレッショルド・レコード」の運営などが活動の中心になった。この時期はプログレッシブ・ロックの最盛期だったが、彼等のバンドとしての活動は停滞した。
1974年1月に初の日本公演を果たす。同年4月には、アメリカのカリフォルニア州に移住していたピンダーが家族との生活を優先させるため脱退する。

### 再始動（1978年 - 2001年）
1977年、1969年に開催されたロイヤル・アルバート・ホール公演のライブ音源とスタジオ・アウトテイク5曲を収録したアルバム『コート・ライヴ+5』がリリースされ、売り上げが好調だったことから1978年に正式に再始動し、ピンダーも復帰した。しかし再結成第1弾アルバム『新世界の曙』録音途中で、ピンダーは続くツアー参加に難色を示し、録音途中でアルバム製作から抜け、プロモーションビデオやアルバム用写真撮影にも参加しなかった。それに伴い、長年に亘ってプロデューサーを務めて『6人目のムーディー・ブルース』とまで呼ばれたクラークも「マイクがいないムーディー・ブルースをプロデュースする意味がない」という理由で離脱。同じく長年録音エンジニアを担当していたデレク・バーナルズがオーケストラを使ったアレンジを加え、最終的なアレンジが完成した。こうして難題が続いた『新世界の曙』はようやくリリースまでこぎつけ、続くツアーには、オーディションで選ばれた元イエスのパトリック・モラーツが参加した。

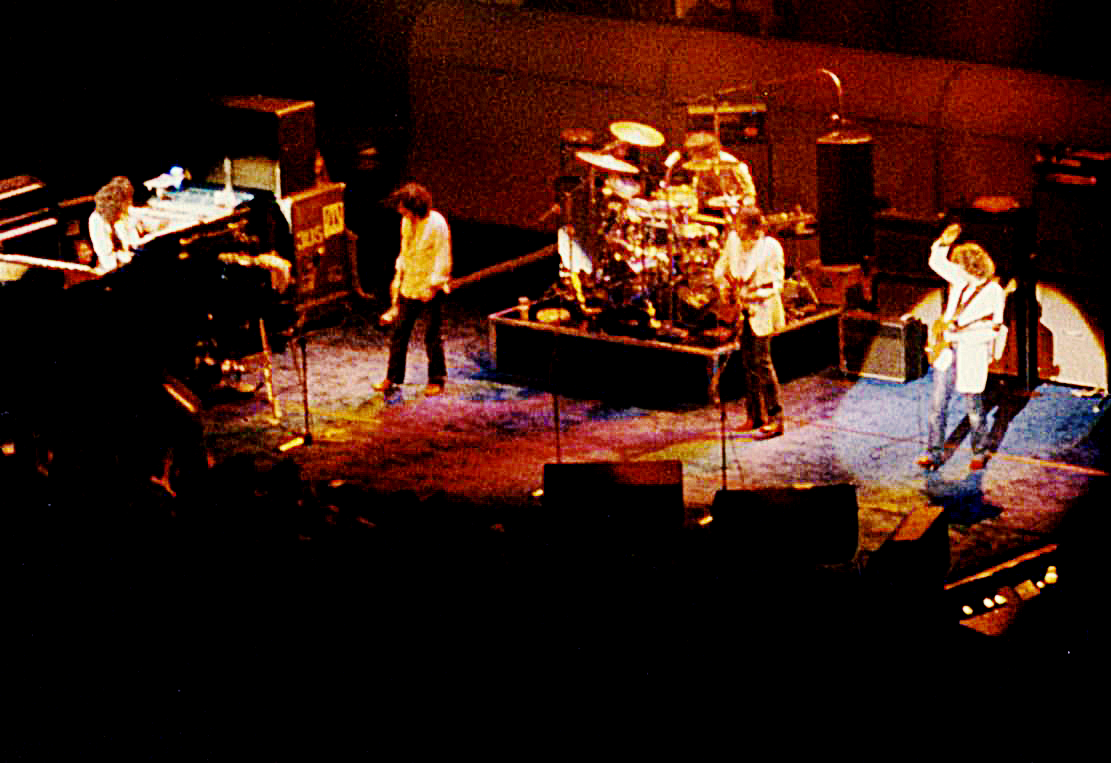
1981年のライブ。左からパトリック・モラーツ、トーマス、エッジ、ヘイワード、ロッジ。

その後、1981年発表のアルバム『ボイジャー - 天海冥』のレコーディングに際し、ピンダーから「レコーディングにだけは参加したい」との連絡が入ったが、メンバーは彼の参加を認めず、モラーツを正式なメンバーとしてレコーディングを行う。同アルバムは9年ぶりに全米1位を獲得し、彼等の復活を印象付けた。「イーグルスの『ホテル・カリフォルニア』のようなドラム演奏をしたかった」というエッジのコメントが残っているが、実際、彼はこれまでのアルバムの中で最もダイナミックでパワフルな演奏を残している。
1980年代以降はプログレッシブ・ロックの衰退もあり、ポップな大衆的音楽に変化していった。1986年にはトニー・ヴィスコンティをプロデューサーに迎え、ポップ・ナンバー「Your Wildest Dreams」が全米9位を記録し、久々のヒットとなった。
1991年、モラーツがソロ活動を優先して新作アルバム『キーズ・オブ・ザ・キングダム』の録音に支障をきたしていることとバンドに大きな報酬を要求していることを理由に、バンドは、同アルバムに彼をアシストメンバーとしてクレジットした。モラーツは裁判所に不服申し立てを行い、訴訟の結果、バンドは敗訴した。それに伴いモラーツは脱退した。

### 3人体制（2002年 - 2017年）
2002年12月、トーマスが今後のツアーには参加しない意志を明かし、正式メンバーはヘイワード、ロッジ、エッジの3人となる。

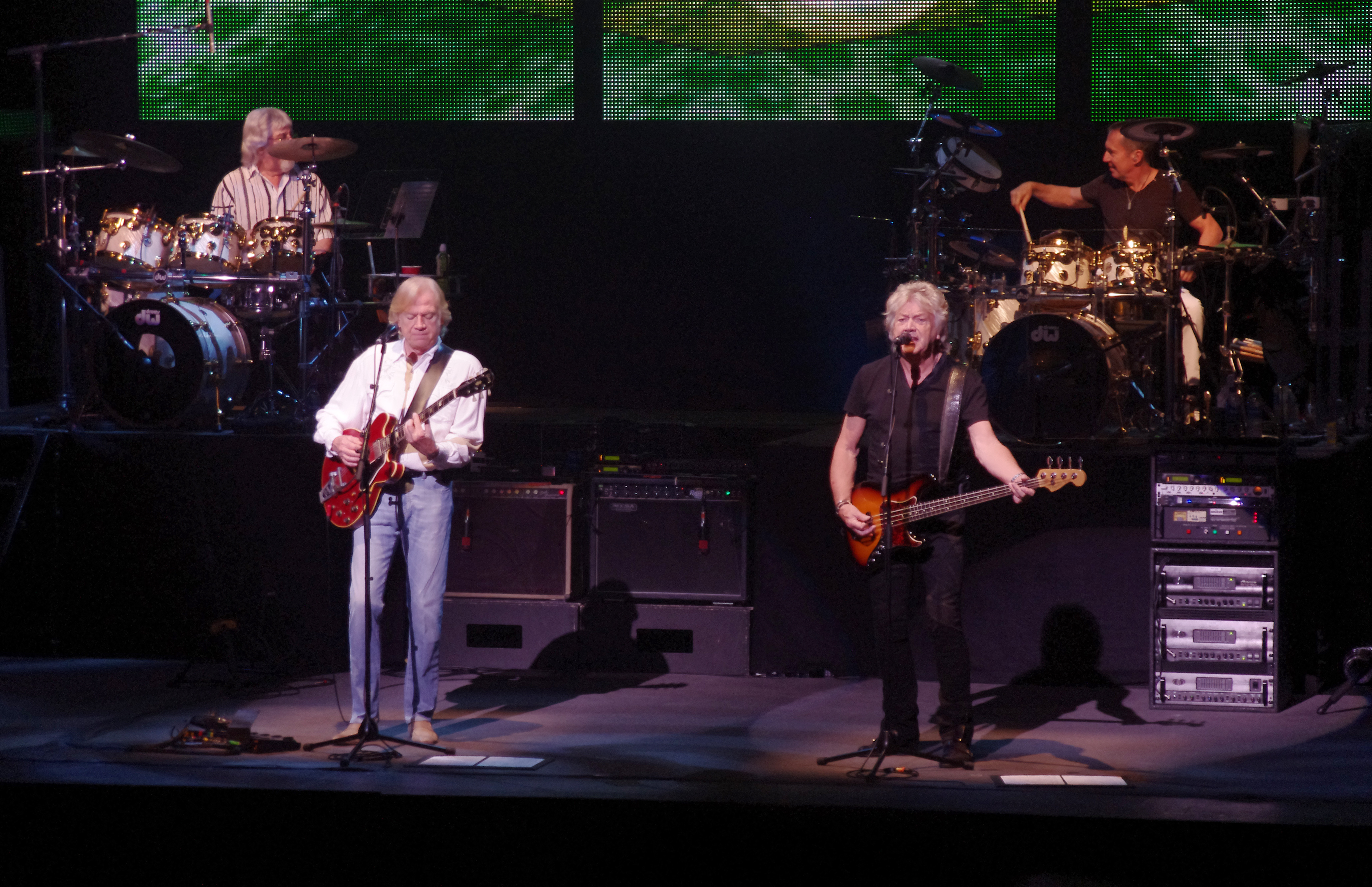
英国ブリストル公演（2013年）

2003年、16thアルバム『December』をリリース。後日ヘイワードは「これが最後のスタジオ・アルバムになるだろう」と示唆した。その後はライブに専念し、サポートメンバーを集いながら活動を続ける。
2016年、ロッジのソロ・アルバムが製作され、ピンダーとトーマスが1曲に参加した。
2017年、『デイズ・オブ・フューチャー・パスト』発表から50年を記念して、アルバム全曲を演奏するライブツアーを敢行。その模様はブルーレイ、DVD、CDとして発売された。

### バンドの終焉（2018年 - 現在）
2018年1月、『ロックの殿堂』入りを果たしたが、セレモニーを前にオリジナルメンバーのトーマスが死去。開催当日にはヘイワード、ロッジ、エッジに加えて旧メンバーのレインとピンダーも同じステージに立った。
同年、在籍する唯一のオリジナルメンバーであるエッジが、この年をもって引退。ヘイワードは「グレアム無しでは考えられない」と、解散宣言のない事実上の活動停止。ロッジがソロ活動で音楽性を引き継いでいる。
そして3年後の2021年、エッジが80歳で死去する。さらに2023年にレイン、2024年にピンダーが死去し、オリジナルメンバーは全員鬼籍に入った。

## メンバー
※2021年11月時点 

### 最終ラインナップ
- ジャスティン・ヘイワード (Justin Hayward) - ギター/ボーカル (1966年–2018年)
- ジョン・ロッジ (John Lodge) - ベース/ボーカル (1966年–2018年)
- グレアム・エッジ (Graeme Edge) - ドラムス/ボーカル (1964年–2018年引退)　2021年11月死去

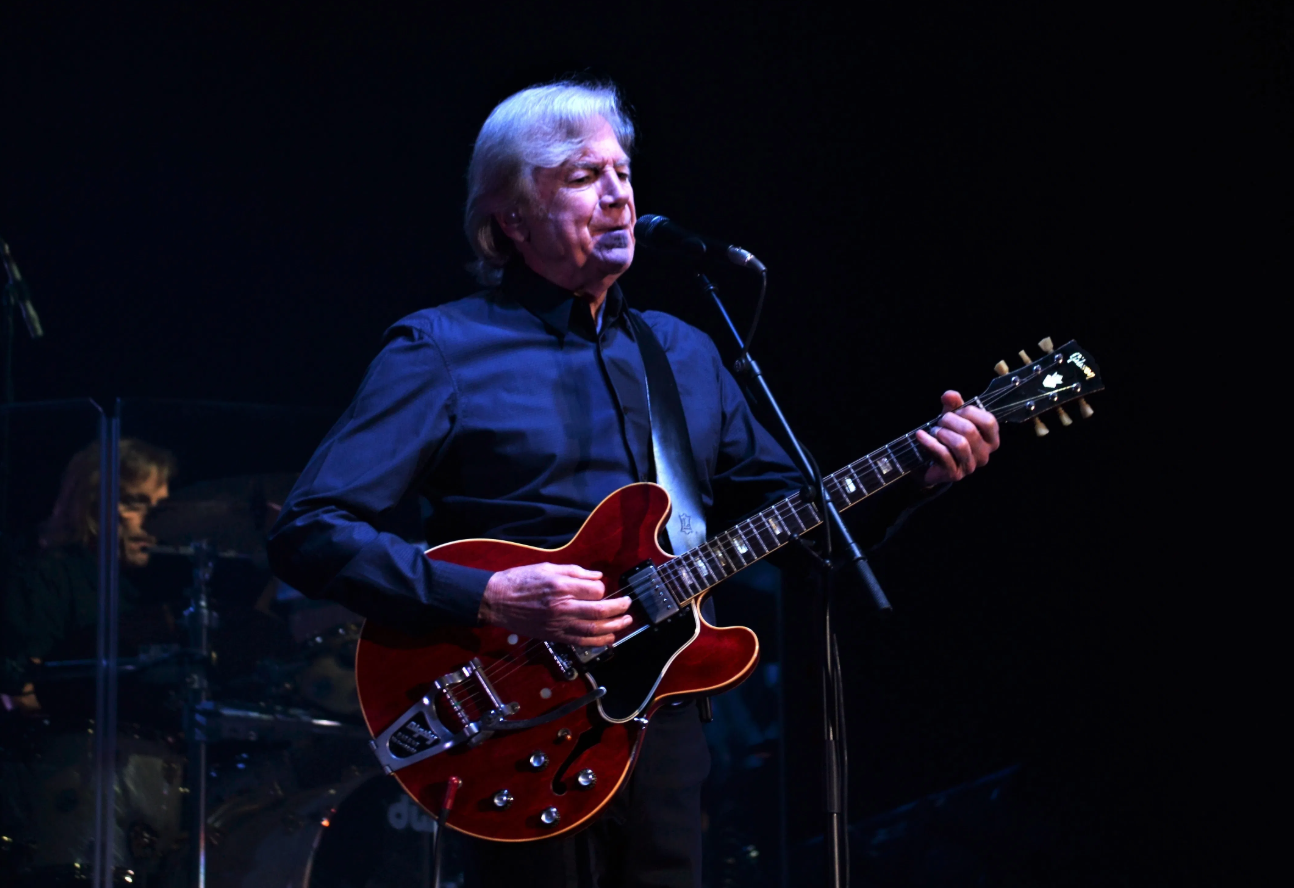
ジャスティン・ヘイワード(G) 2018年
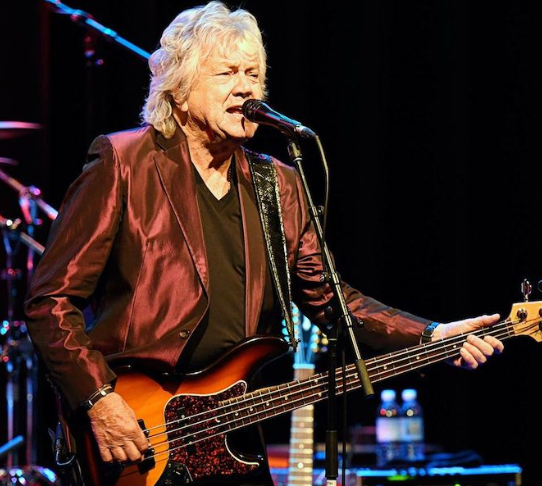
ジョン・ロッジ(B) 2019年
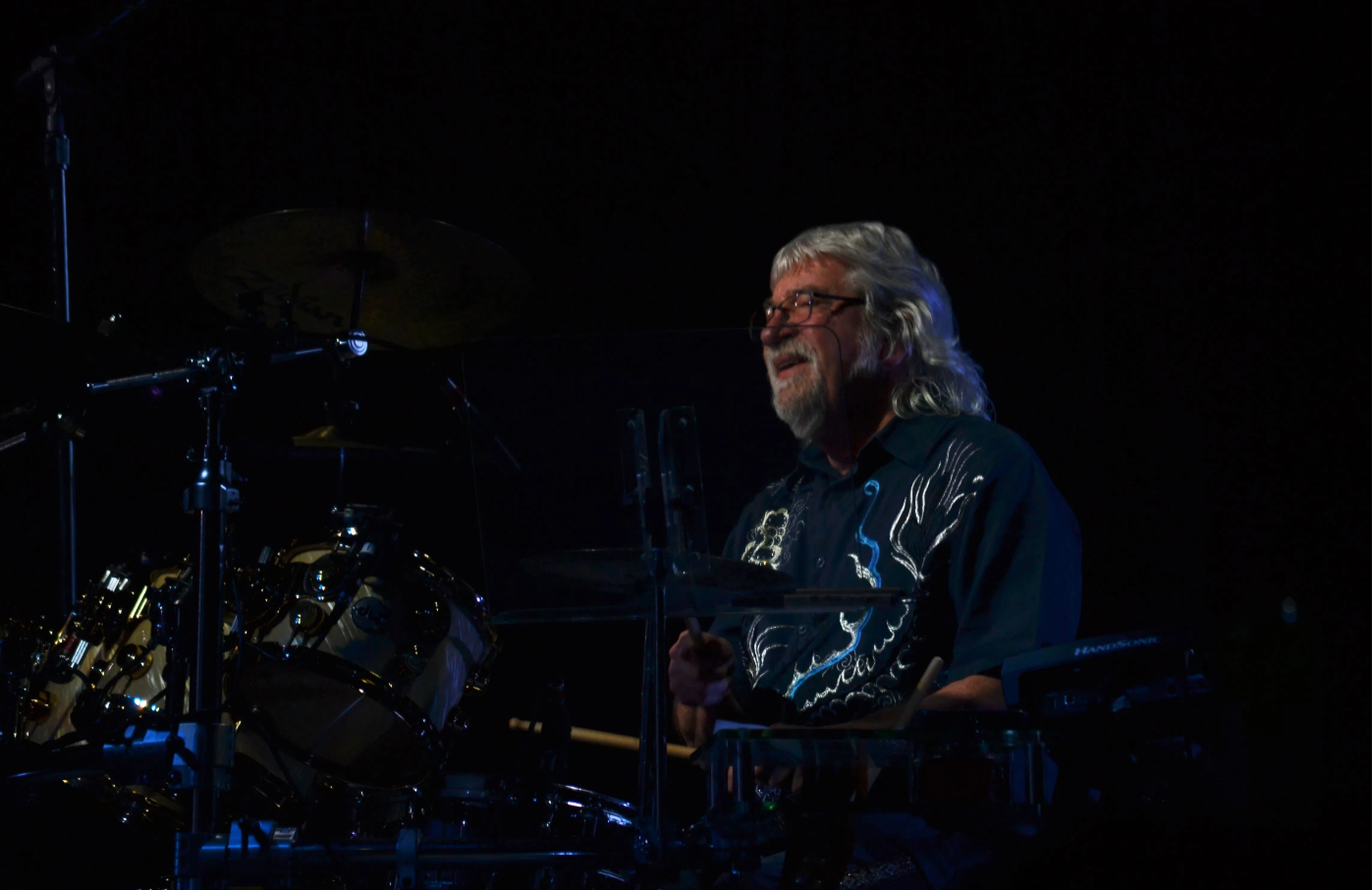
グレアム・エッジ(Ds) 2018年

### 旧メンバー
- レイ・トーマス (Ray Thomas) - フルート/ボーカル (1964年–2002年)　2018年死去
- マイク・ピンダー (Mike Pinder) - キーボード/ボーカル (1964年–1978年)　2024年死去
- デニー・レイン (Denny Laine) - ギター/ボーカル (1964年–1966年)　2023年死去
- クリント・ワーウィック (Clint Warwick) - ベース/ボーカル (1964年–1966年)　2004年死去
- ロドニー・クラーク (Rodney Clark) - ベース/ボーカル (1966年)
- パトリック・モラーツ (Patrick Moraz) - キーボード (1978年–1991年)

## ディスコグラフィ

### スタジオ・アルバム
| 発売年 | 邦題                               | 原題                                  | 順位(英) | 順位(米) |
| ------ | ---------------------------------- | ------------------------------------- | -------- | -------- |
| 1965   | デビュー!                          | The Magnificent Moodies               | -        | -        |
| 1967   | デイズ・オブ・フューチャー・パスト | Days Of Future Passed                 | 27位     | 3位      |
| 1968   | 失われたコードを求めて             | In Search Of The Lost Chord           | 5位      | 23位     |
| 1969   | 夢幻                               | On The Threshold Of A Dream           | 1位      | 20位     |
| 1969   | 子供たちの子供たちの子供たちへ     | To Our Children's Children's Children | 2位      | 14位     |
| 1970   | クエスチョン・オブ・バランス       | A Question Of Balance                 | 1位      | 3位      |
| 1971   | 童夢                               | Every Good Boy Deserves Favour        | 1位      | 2位      |
| 1972   | セヴンス・ソジャーン               | Seventh Sojourn                       | 5位      | 1位      |
| 1978   | 新世界の曙                         | Octave                                | 6位      | 13位     |
| 1981   | ボイジャー - 天海冥                | Long Distance Voyager                 | 7位      | 1位      |
| 1983   | プレゼント - 新世界への道程        | The Present                           | 15位     | 26位     |
| 1986   | ジ・アザー・サイド・オブ・ライフ   | The Other Side Of Life                | 24位     | 9位      |
| 1988   | シュール・ラ・メール               | Sur La Mer                            | 21位     | 38位     |
| 1991   | キーズ・オブ・ザ・キングダム       | Keys Of The Kingdom                   | 54位     | 94位     |
| 1999   | ストレンジ・タイムズ               | Strange Times                         | 19位     | 93位     |
| 2003   |                                    | December                              | -        | -        |

### ライブ・アルバム／コンピレーション・アルバム
| 発売年 | 邦題                                                                  | 原題                                            | 順位(英) | 順位(米) |
| ------ | --------------------------------------------------------------------- | ----------------------------------------------- | -------- | -------- |
| 1974   | 失われたロマンを求めて - ムーディー・ブルースの世界                   | This is The Moody Blues                         | 14位     | 11位     |
| 1977   | コート・ライヴ+5                                                      | Caught Live + 5                                 | -        | 26位     |
| 1979   |                                                                       | Out of this world                               | 15位     | -        |
| 1985   |                                                                       | Voices In The Sky (The Best Of The Moody Blues) | -        | 132位    |
| 1990   | ムーディー・ブルース・グレイテスト・ヒッツ                            | Greatest Hits                                   | 71位     | 113位    |
| 1993   | ライヴ:ア・ナイト・アット・レッド・ロックス                           | A Night At Red Rocks                            | -        | 93位     |
| 1996   | ザ・ベスト・オブ・ムーディー・ブルース                                | The Best of The Moody Blues                     | 13位     | -        |
| 2000   | ホール・オヴ・フェイム - ロイヤル・アルバート・ホール・コンサート2000 | Hall Of Fame                                    | -        | 185位    |
| 2005   |                                                                       | Lovely To See You                               | -        | -        |
| 2007   | BBCライヴ                                                             | Live At The BBC: 1967 - 1970                    | -        | -        |
| 2010   | ライヴ・アット・ザ・アイル・オブ・ワイト・フェスティヴァル1970        | Live at the Isle of Wight Festival 1970         | -        | -        |

### 音源の補足
2017年、痛んでいて使われなかった『デイズ・オブ・フューチャー・パスト』のオリジナル・マスターテープを使ったCDを発売。マスターテープ劣化による左右チャネルのよれはあるもの、「Evening」はオリジナルのミックスに戻った。
2018年、『失われたコードを求めて』の50周年記念盤をリリース。これまで存在しなかった5.1chミックスの発表と、50thニューミックスを収録。「The Actor」のイントロが長い。「Voices In The Sky」の冒頭、左チャネルのフルートによる音割れが修正されている。

## 日本公演
出典。

### 1974年
- 1月18日 東京・日本武道館
- 1月19日 名古屋・名古屋市公会堂
- 1月21日 京都・京都会館
- 1月22日 大阪・大阪厚生年金会館
- 1月23日 大阪・大阪厚生年金会館